# Nicole Gdalia
Nicole Gdalia, née en 1942 à Tunis, est une écrivaine et poète française.

## Biographie
Née en 1942 à Tunis, Nicole Gdalia après des études à la Sorbonne, devient journaliste, poète, sculpteur. Agrégée de lettres, docteur en sciences de l'art et des religions, chercheur au CNRS, elle a enseigné à la Sorbonne nouvelle et à l'École pratique des hautes études (5e section). 
Épouse de Bruno Durocher, elle dirige depuis sa disparition (1996) les Éditions Caractères.

## Œuvres

### Poésie
- Racines, bois gravé d'Abram Krol, Éd. Caractères, 1975
- Les Chemins du nom, Éd. Caractères, 1984/1998 frontispice de Richard Rein
- Mi-dit, Éd. Caractères, 1987
- Monodie, Éd. Caractères, 1997
- La Courte Échelle ; Harmoniques, dessins de Margaret Chérubin, Éd. Caractères, 1994
- Elégie d'elle / entre dit, Éd. Caractères, 1999  (ISBN 978-2-8544-6248-7)[2]
- Rive majeure, illustrations de Jean Miotte, Éd. Caractères, 2003  (ISBN 978-2-8544-6343-9)[2]
- Alphabet de l'éclat, Éd. Caractères, 2005  (ISBN 2-85446-388-9)[2]
- Le chiffre de ton nom, Éd. Caractères, 2008  (ISBN 978-2-8544-6429-0)[2]
- 13 battements du respir incertain, édition bilingue (français-russe), encres de Masha Schmidt, 2012  (ISBN 978-2-85446-488-7)[2]
- Conversation avec les oiseaux / épars, illustrations de Claude Raimbourg, 2013  (ISBN 978-2-85446-510-5)[2]
- Tipheret , murmure poème dramatique, illustrations de Anne Marie Leclair, 2018  (ISBN 978-2-85446-608-9)

### Anthologies
- Poètes de 16 ans[réf. nécessaire]
- Chant d'Israël (anthologie poétique)[réf. nécessaire]
- Un demi-siècle de poésie avec Claude Couffon (les poètes de Caractères)[réf. nécessaire]
- Dans la nuit la lumière avec Jean Laugier (choix de poèmes de Bruno Durocher)[réf. nécessaire]

### Théâtre
- Un rêve à Jérusalem[réf. nécessaire]

### Art
- Visages de Bruno Durocher (autour de 12 artistes), éditions Caractères, 1997.
- Visite à Robert Couturier[réf. nécessaire]

### Essais
- Le Libertinage dans l'œuvre de Roger Vailland[réf. nécessaire]
- Doura-Europos (Mésopotamie IIe et IIIe siècles), Art Histoire Religions, 1993[réf. nécessaire]

- Nombreux articles littéraires et d'art dans la presse écrite, émissions radiophoniques...